# Louis Perrier (médecin)
Pour les articles homonymes, voir Louis Perrier et Perrier.
 (février 2020).
Si vous disposez d'ouvrages ou d'articles de référence ou si vous connaissez des sites web de qualité traitant du thème abordé ici, merci de compléter l'article en donnant les références utiles à sa vérifiabilité et en les liant à la section « Notes et références ».
Louis Eugène Perrier, né le 10 août 1835 à Domessargues (Gard) et mort le 17 mai 1912 à Nîmes, est un médecin français. Son nom est associé à la source d'eau minérale Perrier.

## Biographie
Ayant soutenu sa thèse de médecine à Montpellier en 1862, il est surtout connu pour avoir créé en 1898 (après l'achat du domaine des Bouillens et de la source à Louis Rouvière) la « Société des eaux minérales, boissons et produits hygiéniques de Vergèze » (dans le Gard, à 15 km de Nîmes) qui deviendra eau de Perrier.
Alors premier adjoint d'Augustin Demians, il est amené à faire fonction de maire de Nîmes de janvier à mars 1871. Il est aussi conseiller général du Gard pour le canton de Saint-Mamert de 1870 à 1886.